# Dragon Age II
Dragon Age II é um RPG eletrônico desenvolvido pela BioWare e publicado pela Electronic Arts. É o sucessor de Dragon Age: Origins, sendo o segundo grande jogo da franquia Dragon Age. O título foi lançado para Microsoft Windows, Xbox 360, PlayStation 3 e Mac OS X.
No jogo, que se passa no mesmo mundo de Dragon Age: Origins, o jogador assume o papel de Hawke, um personagem humano que pode ser mago, guerreiro ou ladino, que chega na cidade de Kirkwall como um fugitivo, mas se torna um campeão lendário da cidade, e influencia nas políticas e nos conflitos da cidade.

## Enredo
Dragon Age II se passa no mundo místico de Thedas, e conta a história de Hawke, um humano que fugiu da nação de Ferelden durante os eventos de Dragon Age: Origins e chegou em uma cidade-estado vizinho, chamada Kirkwall, como um fugitivo. Durante uma década de história, Hawke se torna um cidadão poderoso e influente, conhecido como o lendário "Champion of Kirkwall"(Campeão de Kirkwall), e o centro de eventos que mudarão o curso de Thedas para sempre. O jogo foca em Hawke e seu progressivo aumento de poder e prosperidade, e é dividido em capítulos, como se fossem flashbacks, contados por um dos companheiros de Hawke, Varric, que relata a "verdadeira história do campeão" a Cassandra Pentaghast, uma Seeker of Truth religiosa da Chantry. Os personagens que acompanham Hawke em sua jornada são Fenris (um elfo e ex-escravo de Tevinter Imperium), Merril (uma elfa rejeitada pelo seu clã, o clã dos Dalish), Isabela (uma capitã pirata encalhada em Kirkwall após seu barco ter quebrado), Anders (um ex-Grey Warden e, ao mesmo tempo, um possuído), Aveline Vallen (uma fugitiva de Ferelden que se torna uma guarda), Varric Tethras (um anão que administra uma rede de espiões em Kirkwall), e ou Carver (irmão de Hawke), ou Bethany (irmã de Hawke). Alguns desses personagens contribuem significantemente para o progresso da história, como o início de uma revolta dos Qunari contra Kirkwall causada por Isabela, ou o ataque dos templários sobre os magos, causado por Anders.

## Conteúdo adicional
A primeira DLC foi lançada em 8 de março de 2011, chamada "The Exiled Prince" (O Príncipe Exilado) adiciona algumas missões, e o novo companheiro Sebastian Vael (um arqueiro de origem rica,exilado pela família  que busca vingança), foi lançado também em 8 de março de 2011 foi lançado "The Black Emporium" ( O Emporio Negro) traz um cão para a sua party, além de alguns itens, também traz a opção de mudar a aparência do seu personagem, em 26 de julho de 2011 foi lançado Legacy (Legado) traz um mapa novo, com algumas missões, nova arma e conta um pouco do passado da família de Hawke, em 11 de outubro foi lançado "Mark of the Assassin" (Marca do Assassino) que traz varias missões e uma  nova companheira chamada Tallis (elfa assassina, vendida pelos pais como escrava) fora essas DLCs, existe alguns pacotes que trazem armas e armaduras novas.